# Conus gradatulus
Conus gradatulus é uma espécie de gastrópode do gênero Conus, pertencente à família Conidae.

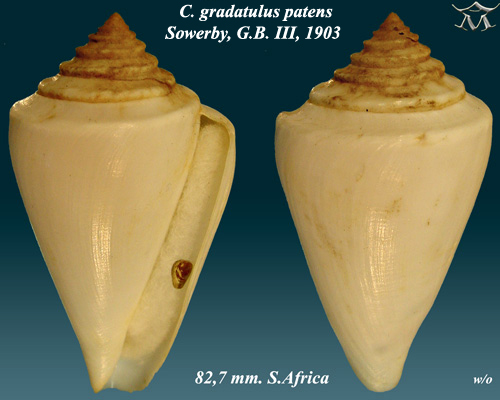
Conus gradatulus patens Sowerby, G.B. III, 1903
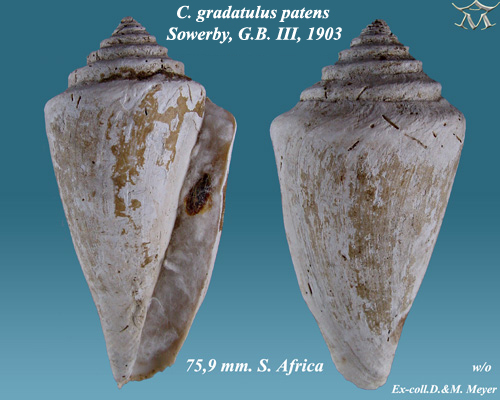
Conus gradatulus patens Sowerby, G.B. III, 1903